# Чемпионство NXT
Чемпионство NXT (англ. NXT Champion) — это титул чемпиона, созданный и продвигаемый американским рестлинг-промоушном WWE, который защищается на бренде NXT и является его главным титулом. Был создан 1 июля 2012 года, Сет Роллинс стал первым чемпионом. Этот титул стал первым, учрежденным для NXT.

## История
Титул был представлен 1 июля 2012 года на NXT, когда комиссар Дасти Роудс объявил о турнире, победитель которого станет первым в истории чемпионом NXT. В турнире приняли участие как реслеры NXT так и реслеры из основного ростера WWE. В финале турнира встретились Сет Роллинс и Джиндер Махал. Победителем и первым в истории чемпионом NXT стал Сет Роллинс. 19 ноября 2016 года на NXT TakeOver: Toronto Самоа Джо стал первым чемпионом NXT, который выигрывал данный титул 2 раза. 22 августа 2021 года на NXT TakeOver 36 Самоа Джо вновь стал первым чемпионом NXT, который выигрывал данный титул 3 раза.

### Дизайн пояса
Оригинальный чемпионский пояс NXT отличался простым дизайном. На центральной части ремня была большая золотая пластина NXT, при этом буква X находилась в центре и выделялась чуть большими размерами чем N и T. По бокам на ремне находились по три пластины с логотипом WWE. Пластины были на большом чёрном кожаном ремне.
1 апреля 2017 года в рамках мероприятий WrestleMania Axxess генеральный менеджер NXT Уильям Ригал объявил о том, что все чемпионские титулы данного бренда изменят свои дизайны. Новые титульные пояса были представлены на выставке NXT TakeOver: Орландо, в ту же ночь победители своих чемпионских матчей получили новый пояса. Как и в предыдущем дизайне, золотая пластина расположена на кожаном ремне. Большая буква «X» расположена по центру, меньшие по размеру буква N и T расположенными слева и справа соответственно. Однако сама пластина претерпела существенные изменения, буквы нанесены на пластину восьмиугольной формы. Над буквой «X» расположен логотип WWE, а под буквой «X» надпись читается как Чемпион (англ. Champion). В соответствии с большинством других чемпионатов WWE, новый дизайн включает боковые пластины со съемной центральной секцией, которые можно заменить логотипом нынешнего чемпиона; пластины по умолчанию имеют логотип WWE.
В эпизоде NXT 2.0 от 5 апреля 2022 года действующий чемпион Брон Брейккер представил новый дизайн пояса; он во многом похож на предыдущую версию (2017—2022), но серебро за логотипом было заменено разноцветной краской (в соответствии с цветовой гаммой NXT 2.0), а буквы «N» и «T» на центральной пластине были обновлены в соответствии со стилем шрифта логотипа NXT 2.0. Боковые пластины по умолчанию также были обновлены, заменив логотип WWE на логотип NXT 2.0. Новый титул сохранил чёрный кожаный ремешок.

## Турнир чемпионата

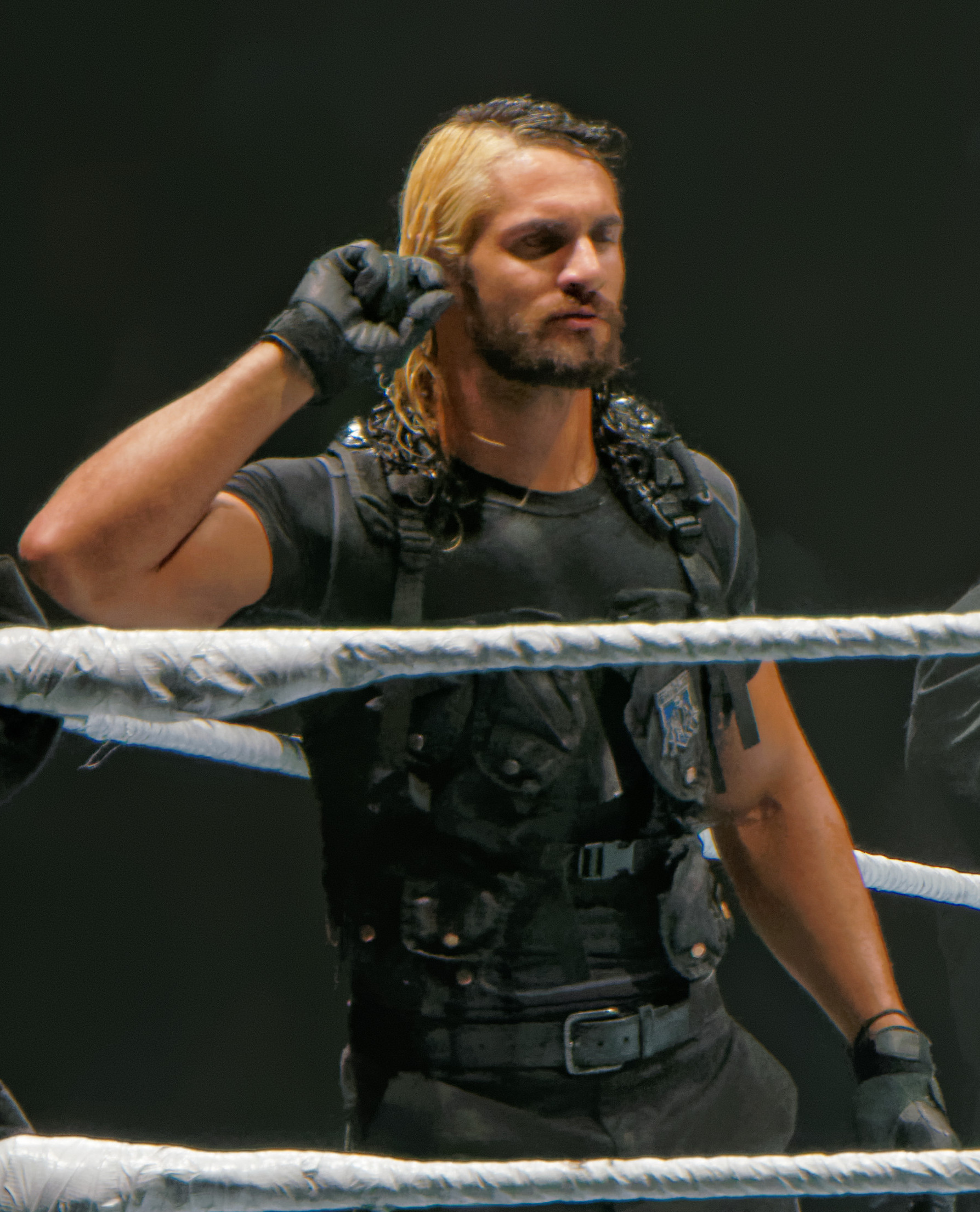
Center|Первый чемпион
Сет Роллинс

[[Файл:Seth Rollins November 2013.jpg|right|thumb|200px|

### Таблица турнира за титул чемпиона NXT
|  | Первый раунд                | Первый раунд              | Первый раунд         |                  |                           | Полуфиналы           | Полуфиналы       | Полуфиналы |  |                | Финал 26 июля 2012 года | Финал 26 июля 2012 года | Финал 26 июля 2012 года |
|  |                             |                           |                      |                  |                           |                      |                  |            |  |                |                         |                         |                         |
|  | Соединённые Штаты Америки   | Ричи Стимбот              | Проходит в полуфинал |                  |                           |                      |                  |            |  |                |                         |                         |                         |
|  | Южно-Африканская Республика | Лео Крюгер                | Удержание            |                  |                           |                      |                  |            |  |                |                         |                         |                         |
|  | Южно-Африканская Республика | Лео Крюгер                | Удержание            |                  | Соединённые Штаты Америки | Ричи Стимбот         | Болевой          |            |  |                |                         |                         |                         |
|  |                             |                           |                      |                  | Соединённые Штаты Америки | Ричи Стимбот         | Болевой          |            |  |                |                         |                         |                         |
|  |                             | Индия · Канада            | Джиндер Махал        | Проходит в финал |                           |                      |                  |            |  |                |                         |                         |                         |
|  | Соединённые Штаты Америки   | Индия · Канада            | Джиндер Махал        | Проходит в финал | Бо Даллас                 | Болевой              |                  |            |  |                |                         |                         |                         |
|  | Соединённые Штаты Америки   |                           |                      |                  | Бо Даллас                 | Болевой              |                  |            |  |                |                         |                         |                         |
|  | Индия · Канада              | Джиндер Махал             | Проходит в полуфинал |                  |                           |                      |                  |            |  |                |                         |                         |                         |
|  | Индия · Канада              | Джиндер Махал             | Проходит в полуфинал |                  |                           |                      |                  |            |  | Индия · Канада | Джиндер Махал           | Удержание               |                         |
|  |                             |                           |                      |                  |                           |                      |                  |            |  | Индия · Канада | Джиндер Махал           | Удержание               |                         |
|  |                             | Соединённые Штаты Америки | Сет Роллинс          | Чемпион          |                           |                      |                  |            |  |                |                         |                         |                         |
|  | Соединённые Штаты Америки   | Соединённые Штаты Америки | Сет Роллинс          | Чемпион          | Сет Роллинс               | Проходит в полуфинал |                  |            |  |                |                         |                         |                         |
|  | Соединённые Штаты Америки   |                           |                      |                  | Сет Роллинс               | Проходит в полуфинал |                  |            |  |                |                         |                         |                         |
|  | Шотландия · Великобритания  | Дрю Макинтайр             | Удержание            |                  |                           |                      |                  |            |  |                |                         |                         |                         |
|  | Шотландия · Великобритания  | Дрю Макинтайр             | Удержание            |                  | Соединённые Штаты Америки | Сет Роллинс          | Проходит в финал |            |  |                |                         |                         |                         |
|  |                             |                           |                      |                  | Соединённые Штаты Америки | Сет Роллинс          | Проходит в финал |            |  |                |                         |                         |                         |
|  |                             | Соединённые Штаты Америки | Майкл Макгилликатти  | Удержание        |                           |                      |                  |            |  |                |                         |                         |                         |
|  | Южно-Африканская Республика | Соединённые Штаты Америки | Майкл Макгилликатти  | Удержание        | Джастин Гэбриел           | Удержание            |                  |            |  |                |                         |                         |                         |
|  | Южно-Африканская Республика |                           |                      |                  | Джастин Гэбриел           | Удержание            |                  |            |  |                |                         |                         |                         |
|  | Соединённые Штаты Америки   | Майкл Макгилликатти       | Проходит в полуфинал |                  |                           |                      |                  |            |  |                |                         |                         |                         |

## Статистика
| Рекорд                             | Обладатель    | Значение | Примечания |
| ---------------------------------- | ------------- | -------- | --- |
| Наибольшее количество тайтл-рейнов | Самоа Джо     | 3 раза   | На сегодняшний день только Самоа Джо владел титулом 3 раза |
| Самое длительное чемпионство       | Адам Коул     | 403 дня  | 403 дня, как признают в WWE, 396 дней с момента завоевания и до проигрыша в дни записей шоу. Разница обусловленная тем, что запись матча и эфир были в разные дни. |
| Самое короткое чемпионство         | Каррион Кросс | 3 дня    | 3 дня, как признают в WWE, 4 дня с момента завоевания и до проигрыша. Разница обусловленная комбинированием дней.                                                  |
| Самый возрастной чемпион           | Самоа Джо     | 42 года  | Свой третий титул завоевал на NXT TakeOver 36 в матче против Карриона Кросса                                                                                       |
| Самый молодой чемпион              | Бо Даллас     | 22 года  | Записи шоу проходили 23 мая 2013 года, WWE признает чемпионство Бо Далласа начиная с 12 июня 2013 года, так как трансляция состоялась 12 июня.                     |
| Самый тяжёлый чемпион              | Кит Ли        | 145 кг   | Матч чемпион против чемпиона, победитель забирает всё. На кону стояли титулы Чемпиона NXT и Североамериканского чемпиона NXT                                       |
| Самый лёгкий чемпион               | Финн Балор    | 86 кг    | Финн Балор, самый лёгкий Чемпион NXT на данный момент. |

## Действующий чемпион
На 30 марта 2025 года действующий чемпион — Итан Пейдж, который удерживает титул чемпиона NXT в первый раз.

### Комментарии
1. ↑  403 дня, как признают в WWE, 396 дней с момента завоевания и до проигрыша в дни записей шоу. Разница обусловленная тем, что запись матча и эфир были в разные дни.
2. ↑  3 дня, как признают в WWE, 4 дня с момента завоевания и до проигрыша. Разница обусловленная комбинированием дней.